# جيلان أباد
جيلان‌ أباد هي قرية في مقاطعة أصفهان، إيران. عدد سكان هذه القرية هو 1,459 في سنة 2006.